# Mistrzostwa Rumunii w rugby union (1934)
Mistrzostwa Rumunii w rugby union 1934 – dziewiętnaste mistrzostwa Rumunii w rugby union. Tytuł zdobyty przed rokiem obronili zawodnicy Poșta Telegraf Telefon București.
Osiem drużyn występujących w najwyższej klasie rozgrywkowej zostało podzielonych na dwie grupy po cztery zespoły. Zwycięzcy grup w półfinałach spotkali się systemem krzyżowym z drużynami z drugich miejsc, a zwycięzcy półfinałów spotkali się w finale.
Półfinały:
- PTT - TCR 3-0
- Sportul Studențesc - Stadiul Român 16-0

Finał:
- PTT - Sportul Studențesc 11-0